# Chim điên

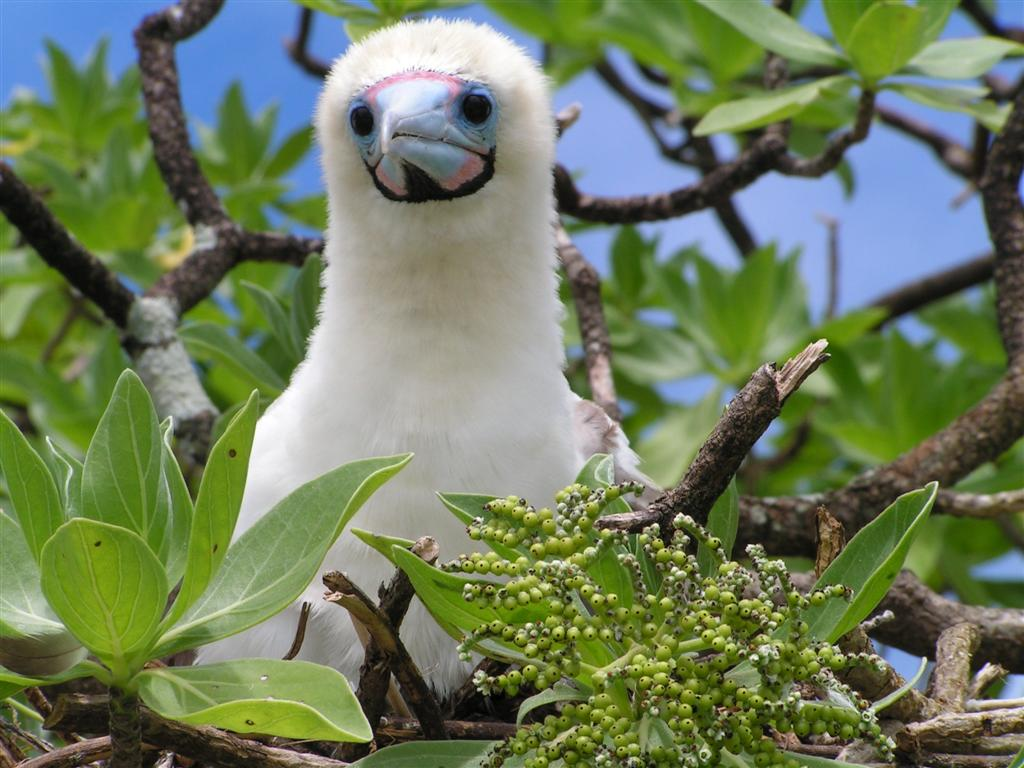
Chim điên trên đảo san hô Palmyra.

Chim điên là một nhóm gồm các loài chim biển thuộc chi Sula. họ Chim điên (Sulidae). Tên gọi này được dịch từ tiếng Pháp fou (kẻ điên), được người Pháp dùng để gọi các loài chim trong họ này. Trong tiếng Anh chúng được chia thành 2 nhóm: 1 nhóm gồm 6 loài được gọi là booby, 3 loài còn lại được gọi là gannet (ó biển). Tên gọi booby, có lẽ có nguồn gốc từ một từ lóng trong tiếng Tây Ban Nha là bubi, có nghĩa là kẻ ngớ ngẩn, do các con chim hiền lành này có thói quen đậu trên boong hay mạn tàu thuyền và rất dễ bị bắt để ăn thịt.
Năm trong sáu loài chim điên thuộc về chi Sula, với loài thứ sáu gần đây đã được đặt trong một chi riêng là Papasula, trong khi ba loài chim điên còn lại (gannet) thường được đặt trong chi Morus; nhưng nhiều học giả cho rằng cả chín loài nói trên đây cần được coi là cùng giống và vẫn thuộc về chi Sula.
Chim điên là các loài chim lớn (69–86 cm) với các cánh dài và nhọn cũng như có mỏ dài. Chúng săn bắt cá bằng cách lao mình từ một độ cao nhất định vào trong nước biển và truy kích con mồi của nó dưới nước. Chúng có các túi chứa khí ở phần mặt dưới lớp da cổ có tác dụng làm lớp đệm cho các tác động của nước khi chúng lao xuống mặt nước.
Chúng là các loài chim sống thành bầy trên các hòn đảo và ven bờ biển, thông thường đẻ 1 hay nhiều trứng có vỏ màu xanh đá phấn trên mặt đất hay đôi khi trong các tổ trên cây.

## Các loài
- Sula dactylatra: chim điên mặt xanh
- Sula granti: chim điên Nazca
- Sula leucogaster: chim điên bụng trắng
- Sula nebouxii: chim điên chân xanh
- Sula sula: chim điên chân đỏ
- Sula variegata: chim điên Peru

### Phát sinh chủng loại
Sơ đồ phát sinh chủng loại của chi Sula.
|  | Chim điên mặt xanh (Sula dactylatra) |
|  |                                      |
|  | Chim điên Nazca (Sula granti)        |
|  |                                      |

|  | Chim điên chân xanh (Sula nebouxii) |
|  |                                     |
|  | Chim điên Peru (Sula variegata)     |
|  |                                     |

|  | Chim điên mặt xanh (Sula dactylatra) |
|  |                                      |
|  | Chim điên Nazca (Sula granti)        |
|  |                                      |

|  | Chim điên chân xanh (Sula nebouxii) |
|  |                                     |
|  | Chim điên Peru (Sula variegata)     |
|  |                                     |

|  | Chim điên mặt xanh (Sula dactylatra) |
|  |                                      |
|  | Chim điên Nazca (Sula granti)        |
|  |                                      |

|  | Chim điên chân xanh (Sula nebouxii) |
|  |                                     |
|  | Chim điên Peru (Sula variegata)     |
|  |                                     |

|  | Chim điên mặt xanh (Sula dactylatra) |
|  |                                      |
|  | Chim điên Nazca (Sula granti)        |
|  |                                      |

|  | Chim điên chân xanh (Sula nebouxii) |
|  |                                     |
|  | Chim điên Peru (Sula variegata)     |
|  |                                     |

|  | Chim điên mặt xanh (Sula dactylatra) |
|  |                                      |
|  | Chim điên Nazca (Sula granti)        |
|  |                                      |

|  | Chim điên chân xanh (Sula nebouxii) |
|  |                                     |
|  | Chim điên Peru (Sula variegata)     |
|  |                                     |

|  | Chim điên mặt xanh (Sula dactylatra) |
|  |                                      |
|  | Chim điên Nazca (Sula granti)        |
|  |                                      |

|  | Chim điên chân xanh (Sula nebouxii) |
|  |                                     |
|  | Chim điên Peru (Sula variegata)     |
|  |                                     |

|  | Chim điên mặt xanh (Sula dactylatra) |
|  |                                      |
|  | Chim điên Nazca (Sula granti)        |
|  |                                      |

|  | Chim điên chân xanh (Sula nebouxii) |
|  |                                     |
|  | Chim điên Peru (Sula variegata)     |
|  |                                     |

|  | Chim điên mặt xanh (Sula dactylatra) |
|  |                                      |
|  | Chim điên Nazca (Sula granti)        |
|  |                                      |

|  | Chim điên chân xanh (Sula nebouxii) |
|  |                                     |
|  | Chim điên Peru (Sula variegata)     |
|  |                                     |

|  | Chim điên mặt xanh (Sula dactylatra) |
|  |                                      |
|  | Chim điên Nazca (Sula granti)        |
|  |                                      |

|  | Chim điên chân xanh (Sula nebouxii) |
|  |                                     |
|  | Chim điên Peru (Sula variegata)     |
|  |                                     |

|  | Chim điên mặt xanh (Sula dactylatra) |
|  |                                      |
|  | Chim điên Nazca (Sula granti)        |
|  |                                      |

|  | Chim điên chân xanh (Sula nebouxii) |
|  |                                     |
|  | Chim điên Peru (Sula variegata)     |
|  |                                     |

|  | Chim điên mặt xanh (Sula dactylatra) |
|  |                                      |
|  | Chim điên Nazca (Sula granti)        |
|  |                                      |

|  | Chim điên chân xanh (Sula nebouxii) |
|  |                                     |
|  | Chim điên Peru (Sula variegata)     |
|  |                                     |

|  | Chim điên mặt xanh (Sula dactylatra) |
|  |                                      |
|  | Chim điên Nazca (Sula granti)        |
|  |                                      |

|  | Chim điên chân xanh (Sula nebouxii) |
|  |                                     |
|  | Chim điên Peru (Sula variegata)     |
|  |                                     |

|  | Chim điên mặt xanh (Sula dactylatra) |
|  |                                      |
|  | Chim điên Nazca (Sula granti)        |
|  |                                      |

|  | Chim điên chân xanh (Sula nebouxii) |
|  |                                     |
|  | Chim điên Peru (Sula variegata)     |
|  |                                     |

|  | Chim điên mặt xanh (Sula dactylatra) |
|  |                                      |
|  | Chim điên Nazca (Sula granti)        |
|  |                                      |

|  | Chim điên chân xanh (Sula nebouxii) |
|  |                                     |
|  | Chim điên Peru (Sula variegata)     |
|  |                                     |

|  | Chim điên mặt xanh (Sula dactylatra) |
|  |                                      |
|  | Chim điên Nazca (Sula granti)        |
|  |                                      |

|  | Chim điên chân xanh (Sula nebouxii) |
|  |                                     |
|  | Chim điên Peru (Sula variegata)     |
|  |                                     |

|  | Chim điên mặt xanh (Sula dactylatra) |
|  |                                      |
|  | Chim điên Nazca (Sula granti)        |
|  |                                      |

|  | Chim điên chân xanh (Sula nebouxii) |
|  |                                     |
|  | Chim điên Peru (Sula variegata)     |
|  |                                     |

### Các loài ở Việt Nam
Ở Việt Nam đã phát hiện được 3 loài: chim điên chân đỏ (ở quần đảo Hoàng Sa), chim điên mặt xanh (ở Nam Bộ) và chim điên bụng trắng (ở Cửa Việt và quần đảo Hoàng Sa).